# In This Moment
In This Moment is een Amerikaanse alternatieve-metalband uit Californië.

## Geschiedenis
De groep werd opgericht in 2005 door Chris Howorth en Maria Brink. Later voegde ook Jeff Fabb, die reeds eerder met Howorth had samengewerkt, zich bij de groep. 
Ze schreven vijf nummers die via Myspace in Californië bekend raakten. Hierna kwamen Blake Bunzel en Jesse Landry bij de groep. De groep werd opgemerkt door Century Media Records, dat hun een contract aanbood.
Niet lang daarna genoten ze bekendheid in de rest van de wereld en eind 2006 toerden ze drie weken samen. Na Nieuwjaar maakten ze een grote Amerikaanse tournee. In juni 2007 toerden ze door Europa en op 24 juni 2007 namen ze deel aan het jaarlijkse  metalfestival Graspop Metal Meeting te Dessel.
Op 20 maart 2007 verscheen hun debuutalbum, Beautiful Tragedy.

## Bandleden
- Maria Brink - zang, piano (2005 - heden)
- Chris Howorth - leadgitaar, achtergrondzang (2005 - heden)
- Randy Weitzel - gitaar, achtergrondzang (2011 - heden)
- Travis Johnson - bas (2010 - heden)
- Kent Diimmel - drums (2016 - heden)

## Foto's

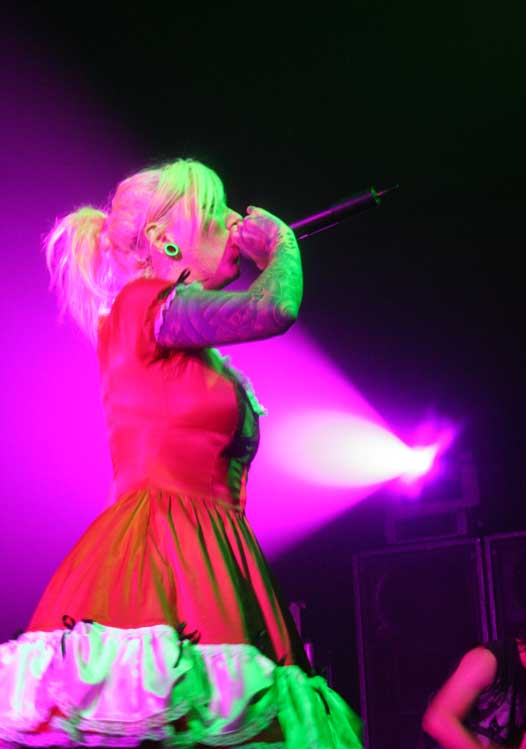
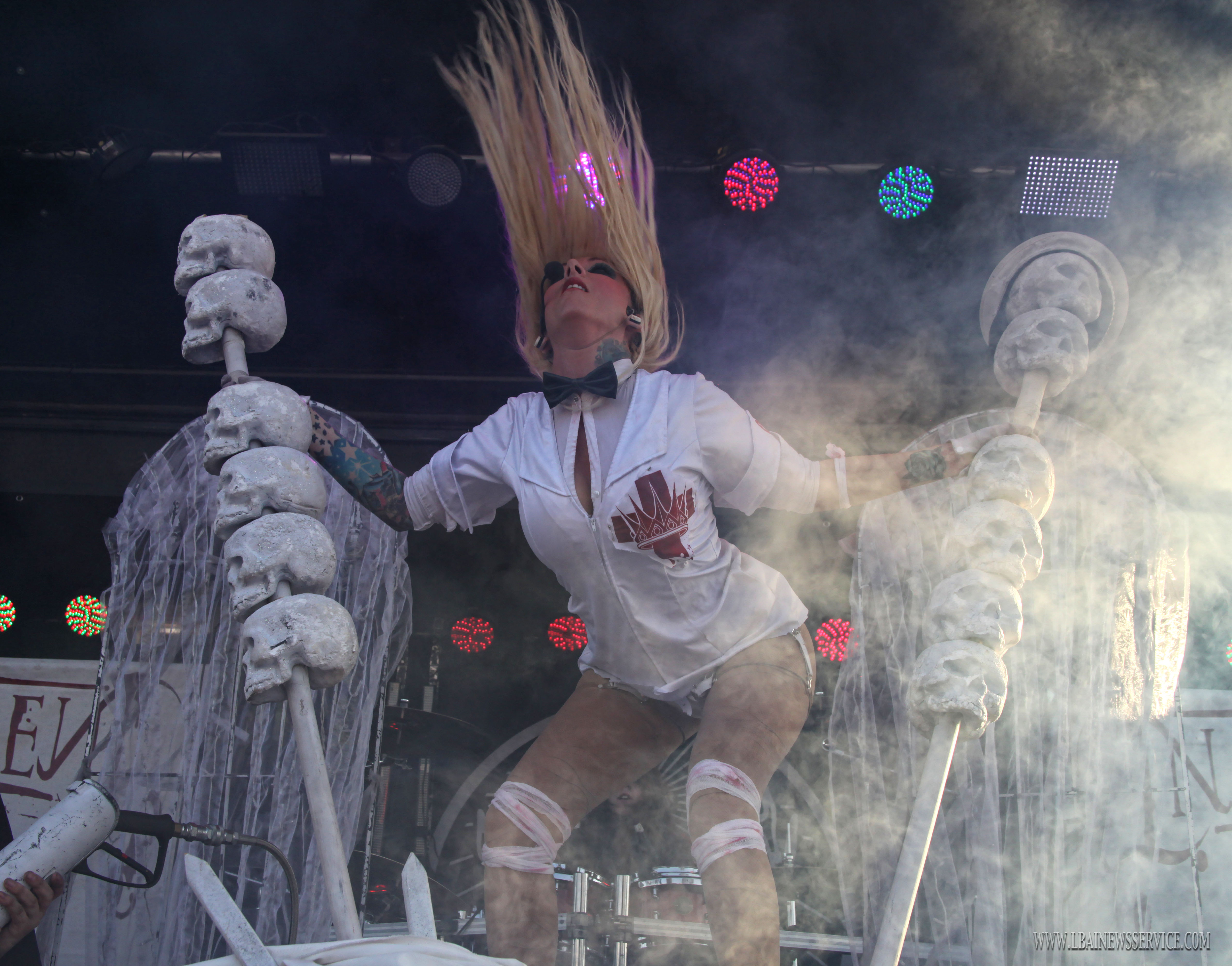
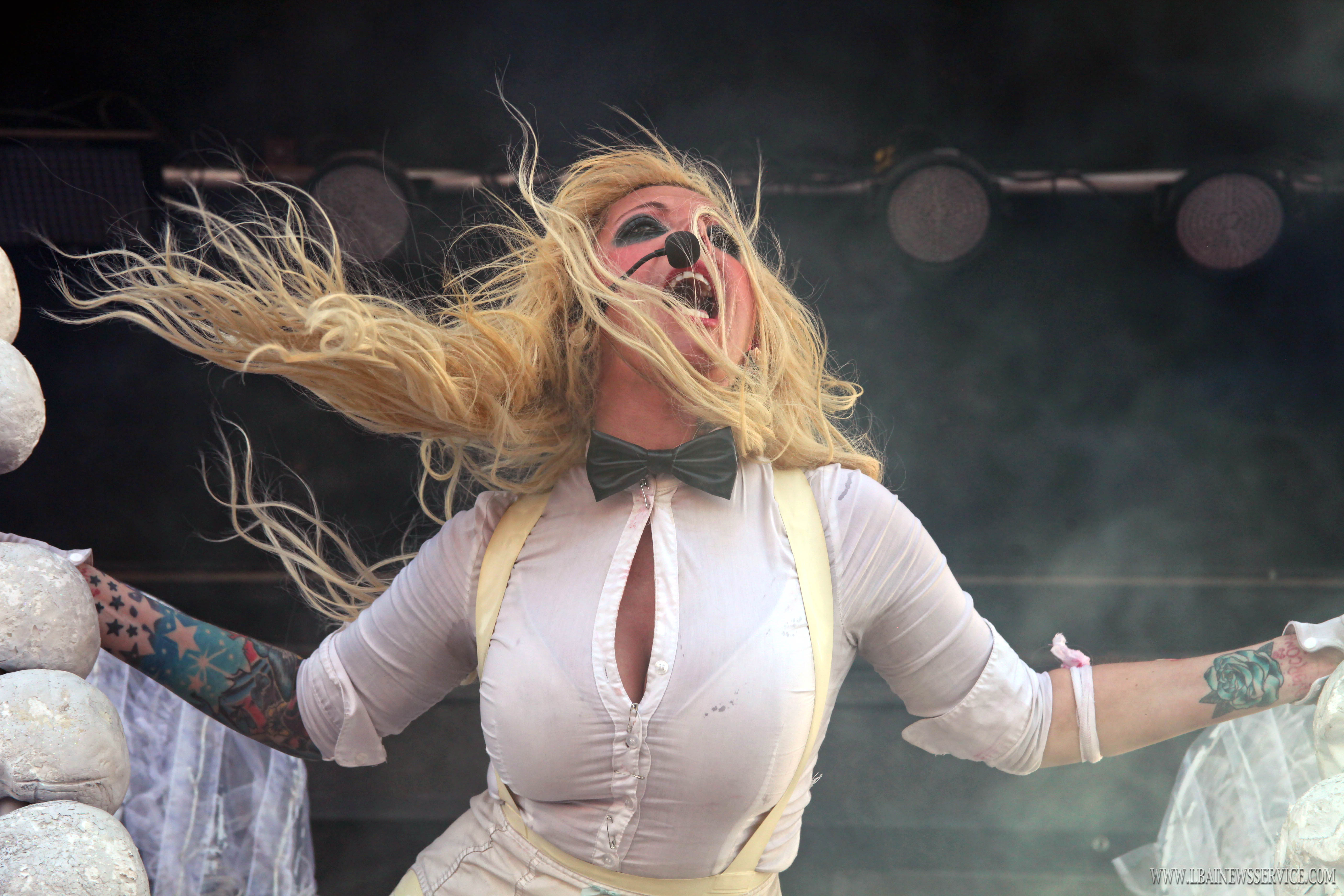

## Discografie
- Beautiful Tragedy (2007)
- The Dream (2008)
- A Star-Crossed Wasteland (2010)
- Blood (2012)
- Black Widow (2014)
- Ritual (2017)
- Mother (2020)